# 남부흰뺨긴팔원숭이

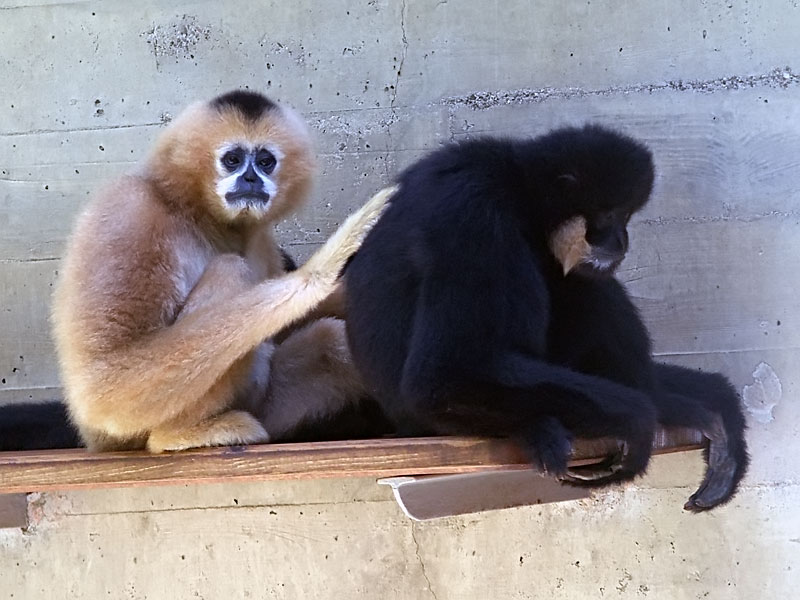

남부흰뺨긴팔원숭이 (학명, Nomascus siki)는 긴팔원숭이의 일종으로, 중부 베트남과 남부 라오스에서 발견된다. 이전에 같은 종으로 생각되었던 북부흰뺨긴팔원숭이(Nomascus leucogenys)와 밀접한 관계에 있다. 이 두 종의 암컷은 겉모양으로는 사실상 거의 분간할 수 없다.